# Sozial-Republikanische Partei Deutschlands
Die Sozial-Republikanische Partei Deutschlands (SRPD), auch genannt Hörsing-Bewegung für Arbeitsbeschaffung, war eine kurzlebige Splitterpartei in der Weimarer Republik.
Gegründet wurde die Partei am 5. Juli 1932 vom langjährigen sozialdemokratischen Politiker Otto Hörsing, der kurz zuvor aus der SPD ausgeschlossen worden war. In Rhetorik und Symbolik war sie stark an das Reichsbanner Schwarz-Rot-Gold angelehnt, das 1924 von Hörsing initiiert wurde und von dessen Vorsitz dieser im Dezember 1931 abgesetzt worden war. Teile des Banner-Vorstands folgten Hörsing in die neue Partei, die auch als „Hörsing-Bewegung für Arbeitsbeschaffung“ firmierte. Das Reichsbanner erließ im September 1932 einen Unvereinbarkeitsbeschluss gegenüber der SRPD und schloss Hörsing ebenfalls aus.
Die SRPD vertrat einen militanten Republikanismus und wollte Wähler zurückgewinnen, die der Republik enttäuscht den Rücken zugewandt hatten. Dabei kritisierte sie die Dogmen und Doktrinen der bestehenden Parteien, durch die der parteiunabhängige Grundgedanke der Republik in den Hintergrund getreten sei (Slogan: „Die Republik über den Parteien“). Ihr Organ, die Neue Kampf-Front erschien ab dem 8. Juni 1932 wöchentlich (insgesamt 26 Ausgaben). Bei der Wahl zum Reichstag am 6. November 1932 scheiterte die Hörsing-Partei kläglich; sie erhielt reichsweit gerade einmal 8395 Stimmen (0,02 %).